# S-Bahn di Colonia
La S-Bahn di Colonia (in tedesco S-Bahn Köln), in origine denominata S-Bahn Reno-Sieg (in tedesco S-Bahn Rhein-Sieg), è la rete di S-Bahn che serve la regione intorno alla città tedesca di Colonia. La linea S19 è in servizio 24/7 tra Duren ed Hennef per 17 stazioni, 11 delle quali ricadenti nel comune di Colonia (comprese le 5 tra Köln Hbf e Köln/Bonn Flughafen).

## Rete
La rete è costituita di cinque linee, in quanto la S23 (Euskirchen - Bonn Hbf) non passa per Colonia:
- S 6 Essen Hbf - Köln-Nippes
- S 11 Düsseldorf Flughafen - Bergisch Gladbach
- S 12 Horrem - Au (Sieg)
- S 13 Düren - Troisdorf
- S 19 Düren - Au (Sieg)